# ميرتل ماي سيمبسون
ميرتل ماي سيمبسون (بالإنجليزية: Myrtle May Simpson)‏ هي مُدرسة نيوزيلندية، ولدت في 1905، وتوفيت في 1981.